# Wasserfluhtunnel
Der Wasserfluhtunnel ist ein 3,5 km langer einspuriger schweizerischer Eisenbahntunnel an der Bahnstrecke St. Gallen–Wattwil zwischen Brunnadern und Lichtensteig.

## Beschreibung

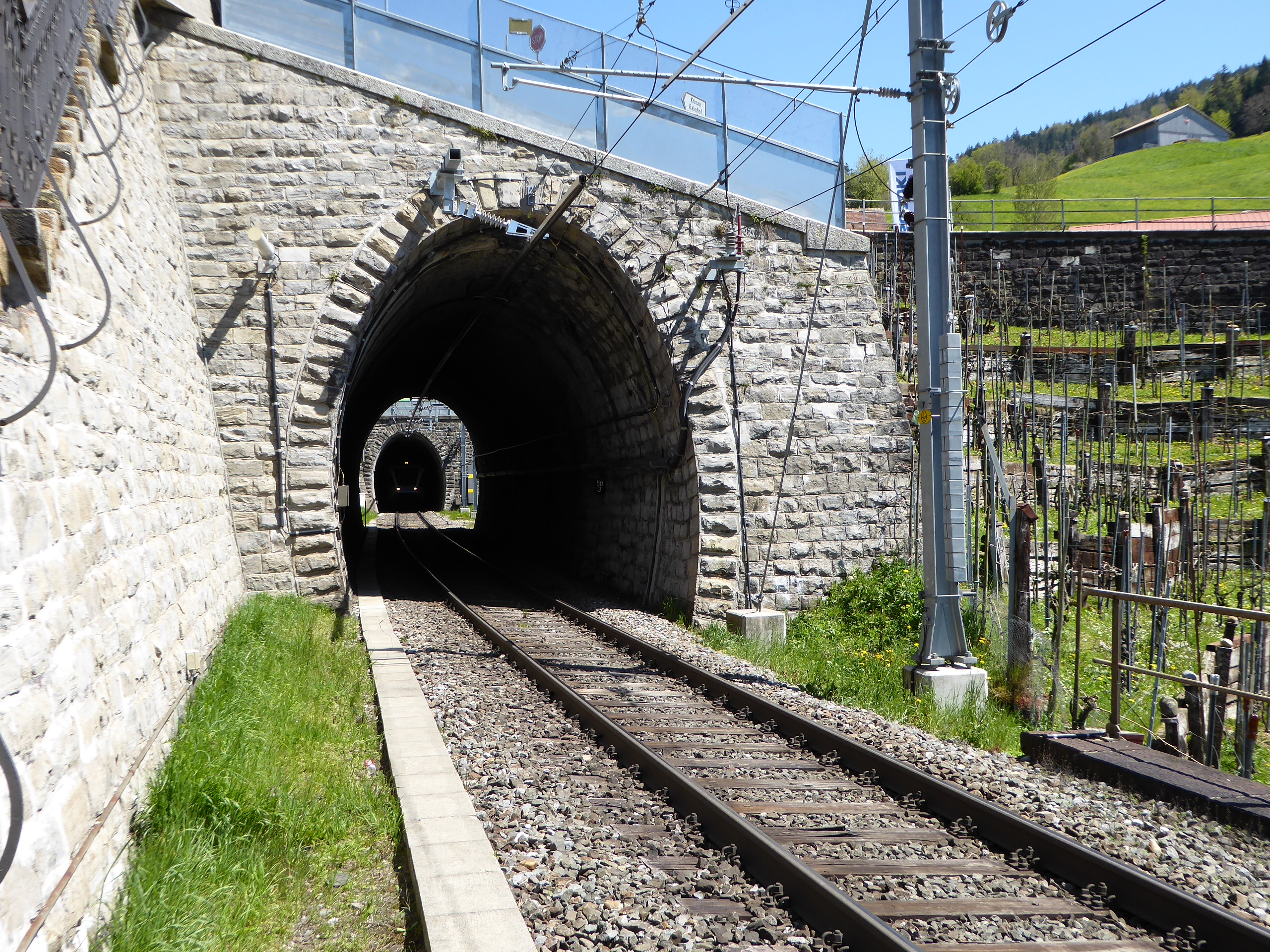
Tunnel unter der Kantonsstrasse in Lichtensteig. Vom herannahenden Zug ist im Wasserfluhtunnel bereits die Dreilicht-Spitzenbeleuchtung zu erkennen.

Der 3556 Meter lange Wasserfluhtunnel wurde von 1905 bis 1910 von der damaligen Bodensee-Toggenburg-Bahn (BT) erbaut. Er führt unter dem Wasserfluhpass hindurch und verbindet das Neckertal mit dem Thurtal. Das Bauwerk ist der längste Tunnel seiner jetzigen Eigentümerin, der Schweizerischen Südostbahn (SOB), und hat ein konstantes Gefälle von 10,4 ‰ gegen das Westportal in Lichtensteig. Die ersten 428 Meter nach der Ausfahrt aus der Station Brunnadern-Neckertal befinden sich in einer Kurve von 400 Metern Radius, die nachfolgenden 3128 Meter liegen in einer Geraden. Unmittelbar nach dem Westportal folgt ein 39 Meter langer Vortunnel, der die Kantonstrasse unterquert (Tunnel unter der Kantonsstrasse).
Durch den Tunnel führt eine Wasserleitung, die das Städtchen Lichtensteig mit Trinkwasser aus dem Neckertal versorgt.

## Bau

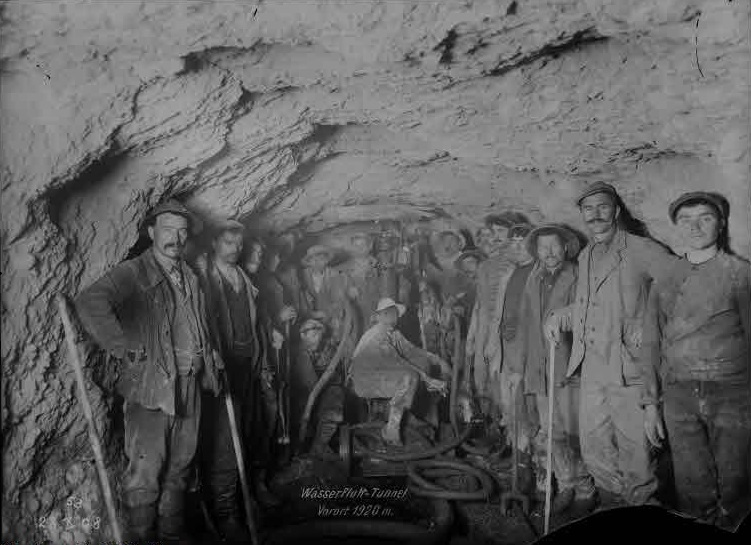
Arbeiter im Wasserfluhtunnel. Am Boden liegen die Druckluftschläuche zur Versorgung der pneumatischen Bohrmaschinen.

Am 27. Dezember 1905 begann die Bodensee-Toggenburg-Bahn (BT) in Regie mit den Vorarbeiten für den Bau des Wasserfluhtunnels. Im Februar 1906 wurde von beiden Seiten der Vortrieb des Sohlenstollens aufgenommen. Die Mineure arbeiteten mit von Hand betriebenen Bohrern und stiessen auf Nagelfluh und dünne Mergelschichten.
Ab dem 1. Mai 1906 übernahm die Firma Favetto & Catello aus Brunnen die Bauausführung und stellte auf der Westseite auf mechanische Bohrung um. Der elektrische Strom für den Betrieb der pneumatischen Stossbohrmaschinen stammte vom Kraftwerk Kubel. Das Ausbruchmaterial diente zum Auffüllen der Stationsgelände Brunnadern-Neckertal und Lichtensteig. Die Bauarbeiten gingen nur noch schleppend voran, denn das Unternehmen war von organisatorischen und finanziellen Schwierigkeiten betroffen. Nach langem Hin und Her entschied sich die Baufirma für die Firstschlitzmethode, um das Tunnelprofil aufzuweiten. Die vorwiegend italienischen Bauarbeiter waren mit den Arbeitsbedingungen unzufrieden und legten am 27. Juni 1907 ihre Arbeit nieder. Sie forderten mehr Lohn und eine Verkürzung der täglichen Arbeitszeit von zehn auf acht Stunden. Das Bauunternehmen kam den Forderungen teilweise entgegen, und der Streik wurde am 19. Juli 1907 beendet.
Wegen des verzögerten Baufortschritts entzog die Bodensee-Toggenburg-Bahn am 19. Juni 1908 der Bauunternehmung den Auftrag und führte die Arbeiten wieder in Eigenregie aus. Die BT stellte dazu mehr Personal ein und investierte in Werkstätten, Installationen und Rollmaterial. Der Rückstand konnte aufgeholt werden, und am 2. April 1909 erfolgte der Durchschlag des Sohlestollens. Am 6. Mai 1910 war das Tunnelgewölbe fertig ausgemauert.
Der Bau forderte zahlreiche Opfer. Sieben Personen verloren bei den Bauarbeiten ihr Leben, 25 blieben dauernd invalid.

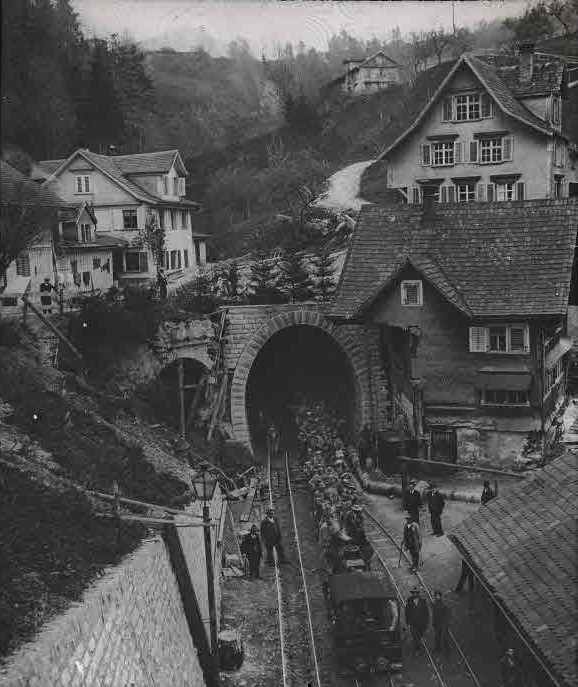
Obwohl das Westportal bereits fertig erstellt ist, sind die Arbeiten am Sohlestollen noch im Gang. Man beachte das abgeschrägte Haus und die Gaslaterne im Vordergrund. Im Gebäude rechts befinden sich die Bauinstallationen.
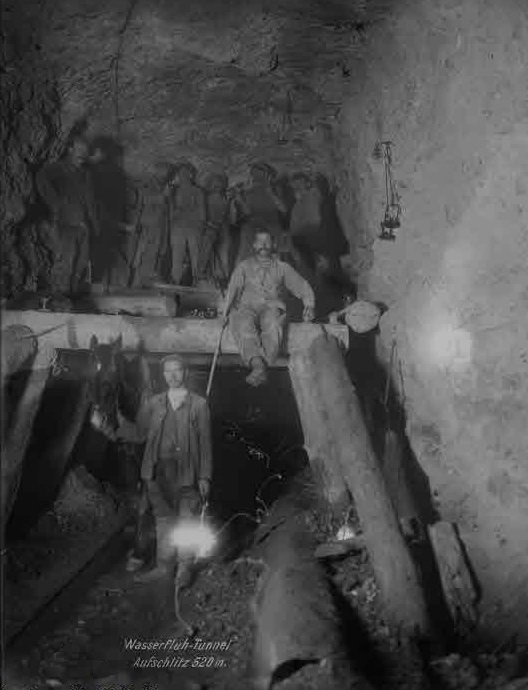
Nach dem Bau des Sohlestollens und dem Aufschlitzen des Firstes weiten nun die Arbeiter den Tunnel auf das endgültige Profil aus.
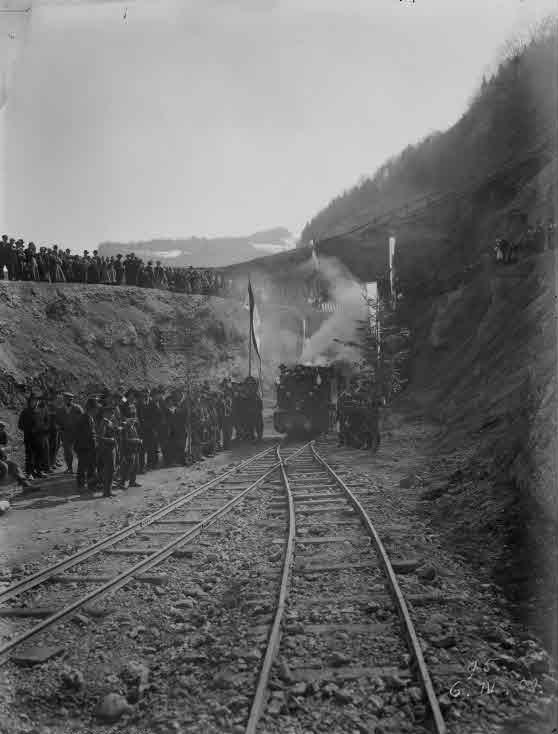
Nach dem Durchschlag fuhr ein Festzug durch den Tunnel nach Brunnadern, wo er von vielen Leuten erwartet wurde.
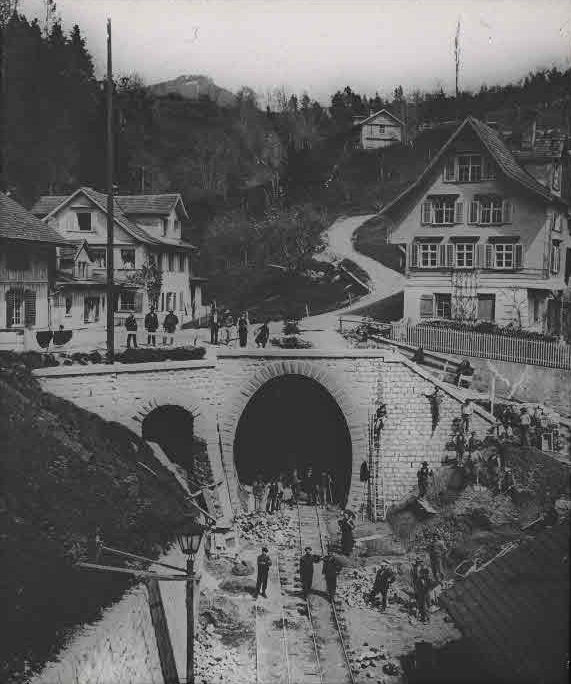
Das Westportal und das Haus rechts im Bild liegen bereits auf Wattwiler Gemeindegebiet, die beiden Häuser links gehören zu Lichtensteig.
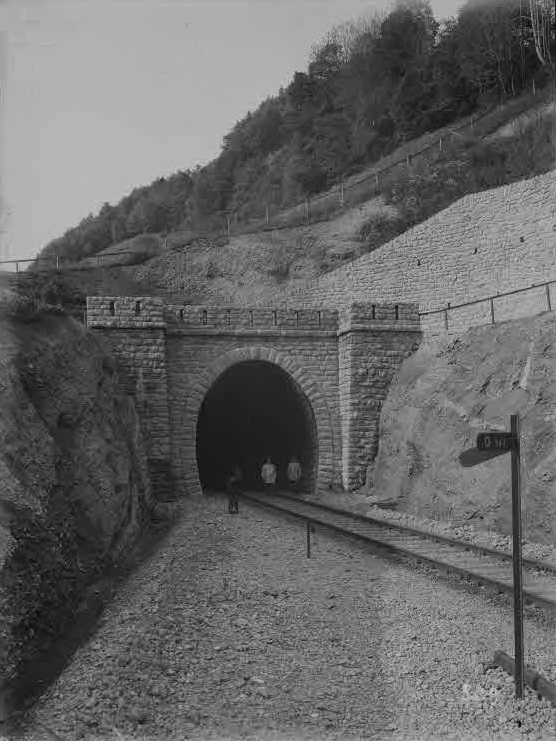
Ostportal unweit der Station Brunnadern. Der Neigungszeiger rechts im Bild signalisiert den Übergang von der waagrechten Stationsanlage zum Gefälle von 10,4 ‰ im Tunnel.

## Betrieb und Umbauten

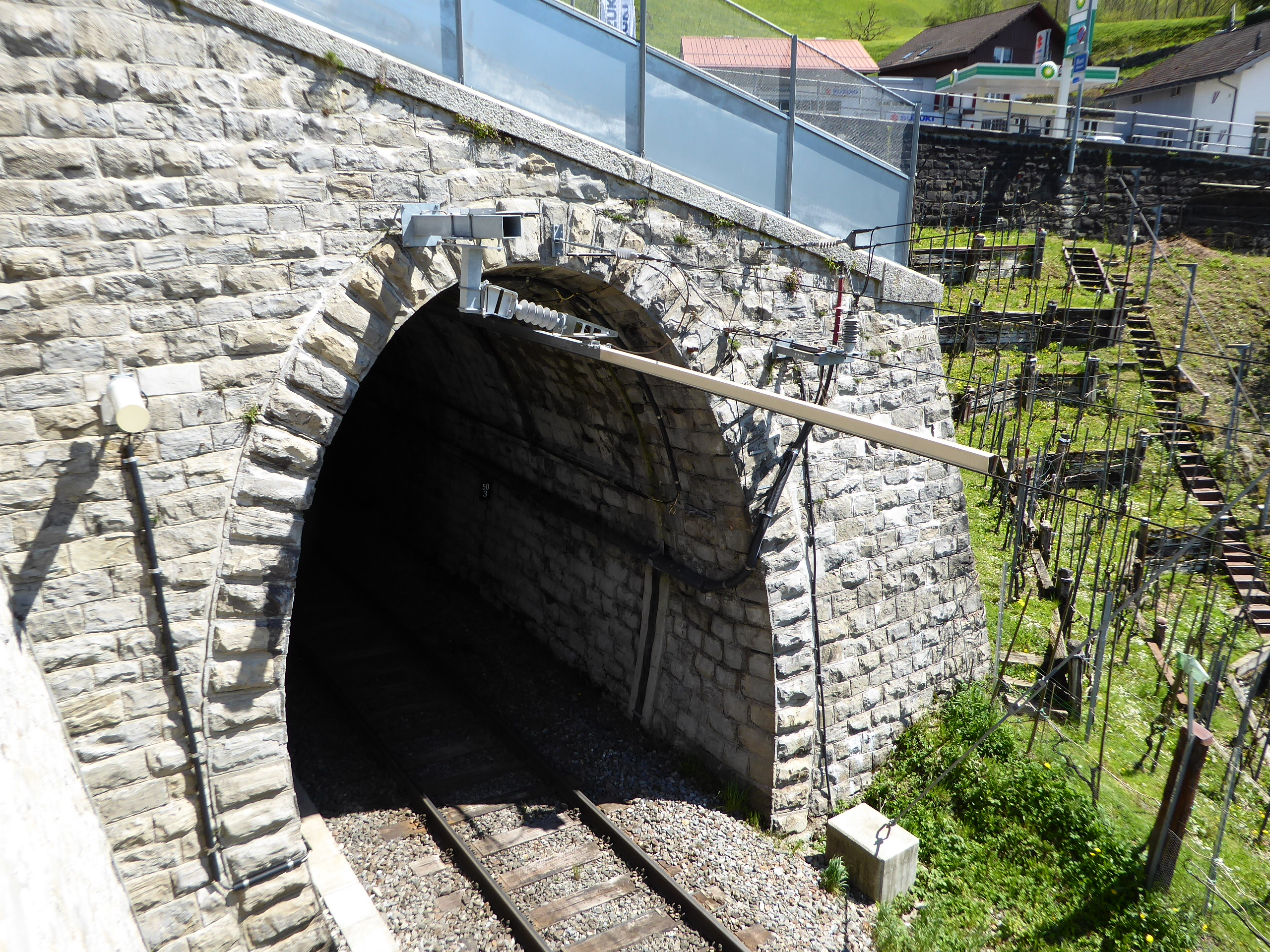
Übergang von der Fahrleitung zur Stromschiene beim Eingang des Tunnels unter der Kantonsstrasse in Lichtensteig.

Am 3. Oktober 1910 wurde die Strecke St. Gallen–Wattwil mit dem Wasserfluhtunnel eröffnet. Seit dem 4. Oktober 1931 wird die Linie elektrisch betrieben. In den 1980er- und 1990er-Jahren wurde ab den beiden Tunnelportalen auf 90 beziehungsweise 230 Metern Länge Spritzbeton auf das Tunnelgewölbe aufgebracht, um das Abtropfen von Sickerwasser zu verhindern. Damit wurde die Bildung von Eiszapfen, die ins Lichtraumprofil ragten, verhindert.
Im Dezember 2007 wurde ein Glasfaserkabel durch den Tunnel gezogen, das von der SOB und den Thurwerken AG benutzt wird. Es versorgt das Neckertal mit Kabelfernsehen und Internet. In den Jahren 2011 und 2012 sanierte die SOB den Wasserfluhtunnel umfassend. Auf Seite Brunnadern wurde auf etwa einem Drittel der Tunnellänge die Fahrbahn saniert. Schadhafte Mauerwerkssteine und Fugen des Gewölbes wurden instand gesetzt und Wassereintritte gefasst. Um Doppelstockzügen die Durchfahrt zu ermöglichen, ersetzte die SOB die Fahrleitung durch eine Stromschiene und senkte auf einem Drittel der Tunnellänge die Tunnelsohle um 10 bis 40 cm ab. Zur Verbesserung der Sicherheit wurden eine Tunnelfunkanlage, ein Handlauf mit Notbeleuchtung und Notrufeinrichtungen in den Personenschutznischen installiert.
Im Jahr 2024 ist die Sanierung der Fahrbahn im restlichen Teil des Tunnels vorgesehen. Nachher kann der Streckenabschnitt mit 140 statt 100 km/h befahren werden, was etwa 30 Sekunden Fahrzeit spart. Gleichzeitig mit der Fahrbahn wird die Wasserleitung der Wasserversorgung Lichtensteig erneuert, weil sie im Gleisbett liegt. Im nördlichen Drittel des Tunnels erfolgte diese Erneuerung bereits 2011/12, gleichzeitig mit den damaligen Sanierungsarbeiten.